# Grand Blanc
Grand Blanc è un comune degli Stati Uniti d'America, situato nello Stato del Michigan, nella contea di Genesee.